# Histidină
Histidina (prescurtată His sau H) este un α-aminoacid ce are în compoziția sa o grupă funcțională imidazol. Este un aminoacid esențial pentru toate mamiferele și este un precursor al histaminei (această este eliberată de celulele din sistemul imunitar în timpul reacțiilor alergice). 
Codonii săi sunt CAU și CAC.